# Gespikkelde buidelmuis
De gespikkelde buidelmuis of dibbler (Parantechinus apicalis) is een buidelmuis uit de geslachtengroep Dasyurini. Het is de enige soort in het geslacht Parantechinus, dat het nauwst verwant is aan Dasykaluta. Dit geslacht werd eerder tot Antechinus gerekend. De wetenschappelijke naam van de soort werd voor het eerst geldig gepubliceerd door John Edward Gray in 1842.

## Beschrijving
De gespikkelde buidelmuis heeft een behaarde, bij de basis brede, taps toelopende staart en korte, behaarde oren. De bovenkant is bruin met vele lichte vlekken. De flanken zijn kaneelkleurig en gaan over in de geelgrijze onderkant. De voeten zijn roodgrijs. De kop-romplengte bedraagt 140 tot 145 mm, de staartlengte 90 tot 115 mm en het gewicht 40 tot 100 g.

## Leefwijze
Deze soort is solitair en 's nachts actief. Het dier eet ongewervelden en kleine gewervelden (vogeltjes, muizen, hagedissen), die meestal tussen oude bladeren worden gevonden. Soms klimt het dier ook in struiken om insecten en nectar te vinden. De paartijd is in maart en april.

## Gedrag
In de twintigste eeuw werd lange tijd aangenomen dat de gespikkelde buidelmuis was uitgestorven. In 1967 werd de soort echter na 83 jaar niet te zijn gezien herontdekt. Fotograaf Michael Morcombe zag twee gespikkelde buidelmuizen bij Cheyne Beach aan de zuidkust van West-Australië. In 1985 werd een nieuwe populatie ontdekt, ditmaal op twee van de eilanden van Jurien Bay in West-Australië. Eén mannetje dat geobserveerd werd, bleek in vier dagen tijd met zes vrouwelijke dieren te paren. Alle mannelijke gespikkelde buidelmuizen stierven aan het einde van de paartijd, waarschijnlijk ten gevolge van een overmatige stressreactie zoals die ook bij andere buidelmuizen (breedvoetbuidelmuizen, penseelstaartbuidelmuizen) wordt gezien.

## Verspreiding
Deze soort komt voor in gematigde bossen of bosachtige terreinen langs de kust van zuidwestelijk West-Australië van het nationaal park Fitzgerald River tot het Nationale park Torndirrup, en ook op de eilanden Boullanger en Whitlock.